# Gare de Yokote
La gare de Yokote (横手駅, Yokote-eki) est une gare ferroviaire de la ville de Yokote, dans la préfecture d'Akita, au Japon. Elle est gérée par la compagnie JR East.

## Situation ferroviaire
La gare est située au point kilométrique (PK) 228,3 de la ligne principale Ōu. Elle marque la fin de la ligne Kitakami.

## Histoire
La gare a été inaugurée le 15 juin 1905.

## Service des voyageurs

### Accueil
La gare dispose d'un bâtiment voyageurs, avec guichets, ouvert tous les jours.

### Desserte

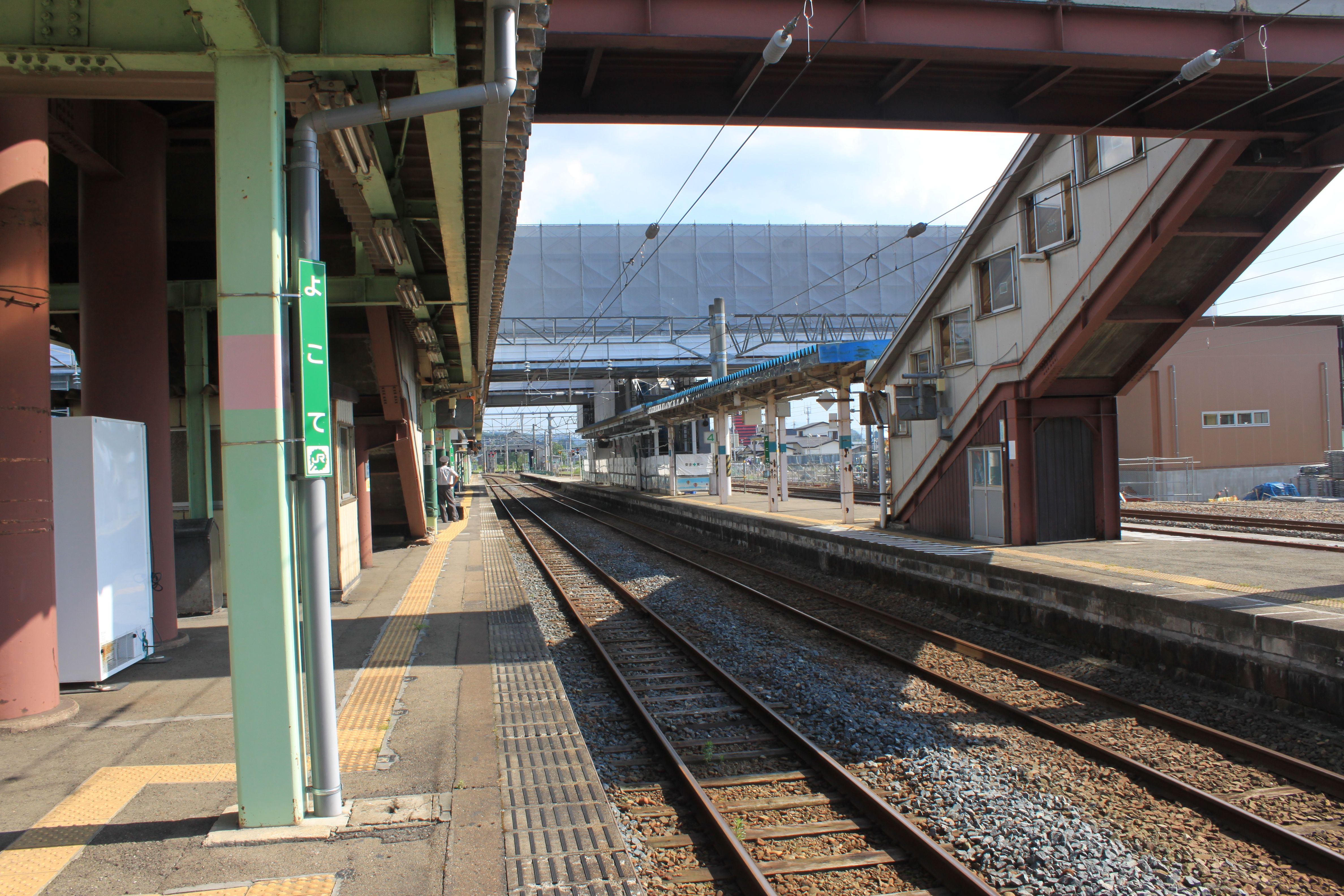
Vue des quais.

- Ligne Kitakami :
  - voie 1 : direction Kitakami

- Ligne principale Ōu :
  - voie 2 : direction Shinjō
  - voie 3 : direction Ōmagari